# 水引町
水引町（みずひきちょう）は、鹿児島県薩摩川内市の町。旧川内市水引町。郵便番号は899-1921。人口は1,170人、世帯数は424世帯（2020年10月1日現在）。

## 地理
川内平野の中央部、川内川下流域に位置している。字域の北方は網津町、湯田町、南方は湯島町、東方は小倉町、西方は港町、湯島町にそれぞれ接している。
字域の中央部を東西に国道3号が通り、これに沿って肥薩おれんじ鉄道線が通っており、字域内には草道駅がある。北部には川内原子力発電所方面に鹿児島県道338号京泊草道線が、さつま町方面へ結ぶ川薩広域農道が通っている。字域の中央には薩摩川内市立水引中学校、東部には薩摩川内市立水引小学校がある。
字域内を南九州西回り自動車道川内隈之城道路が通り、薩摩川内水引ICが設置されている。

### 字名の由来
水引という地名は往古水田を開くため湿地から溝によって排水し水を引き出したことに由来しているとも、用水路によって水を引き入れて開田したことに由来しているともされている。

## 歴史
1951年（昭和26年）4月1日には水引村が川内市に編入された。同月の11日に鹿児島県公報に掲載された「 川内市の区域内の一部の大字名及び区域変更」（鹿児島県告示）により4月1日付で元薩摩郡水引村大字草道のうち字田口原・針原・針原口・坂下・江ノ前・上原田・下原田・江ノ前口・蟹田・道下・麥見・横堤・馬渡・裸島・諏訪田・丸田・西田・西田上・大中原・池神・前田・蟹崎・宮脇・佛作・横割・北原的場・立山・原田・射勝・石ノ下・永迫・乙須・大床・上椎原・中椎原・下椎原・平川原・川原田・立石・平原・平田・川上・狩集・柳田・別府・小松迫・芹町・畑中・畠中・大田・下明・種無・小楠元・松元・井手平・黒豆田・壹町田・池神迫・良塚・西田迫・荒瀬・小山口の区域及び、元薩摩郡水引村大字網津の区域のうち字桟敷尾・中湯原・下湯原迫・上湯原迫・姥ヶ谷・上田・櫻木・間瀬田口・上間瀬田・間瀬田・外間瀬田・濱田・下濱田・濱田迫・谷口・大谷川・一町田・一町田下・塩入・内田付・南ノ下・濱田川・下濱田川・南・上南・内田付迫・上小堤・荒瀬迫・大迫・地藏田・上釜ヶ迫・釜ケ迫・長迫・鳥巣越・鳥巣下・東穴田・南穴田・西穴田・穴田口・鳥巣穴田・中鳥巣・上鳥巣山・鳥巣・下鳥巣・鳥巣山・下權現潟・外權現・前馬籠・馬籠・馬籠後・潟中・手打後・上湯原・下湯原・高付・手打・手打前・外桟敷・桟敷を以て新たに川内市の町「水引町」が設置された。
2004年（平成16年）10月12日に川内市、東郷町、入来町、祁答院町、樋脇町、下甑村、上甑村、鹿島村、里村が新設合併し薩摩川内市が設置された。この市町村合併に伴い設置された法定合併協議会において川内市の町・字については「現行通りとする。」と協定されたため、名称の変更は行われずに薩摩川内市の町となった。

### 字域の変遷
| 変更後               | 変更年             | 変更前                 |
| -------------------- | ------------------ | ---------------------- |
| 川内市水引町（新設） | 1951年（昭和26年） | 水引村大字網津（一部） |
| 川内市水引町（新設） | 1951年（昭和26年） | 水引村大字草道（一部） |

## 文化財

### 市指定
- 次郎次郎踊（無形民俗文化財）[12]
- 水引経塚（記念物（史跡））[13]

## 人口
以下の表は国勢調査による小地域集計が開始された1995年以降の人口の推移である。
| 年                 | 人口  |
| ------------------ | ----- |
| 1995年（平成7年）  | 1,505 |
| 2000年（平成12年） | 1,433 |
| 2005年（平成17年） | 1,472 |
| 2010年（平成22年） | 1,379 |
| 2015年（平成27年） | 1,260 |
| 2020年（令和2年）  | 1,170 |

## 施設

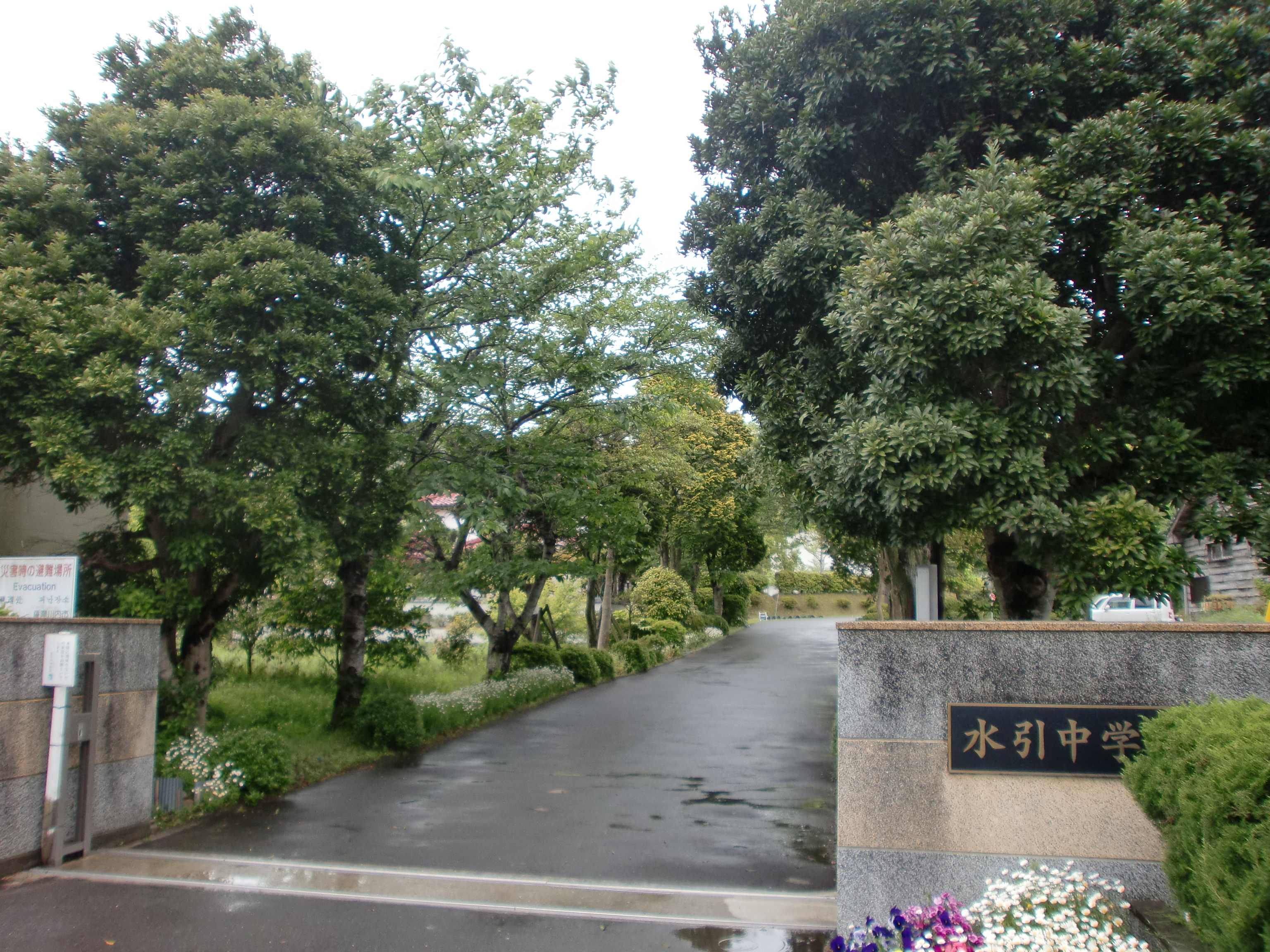
薩摩川内市立水引中学校

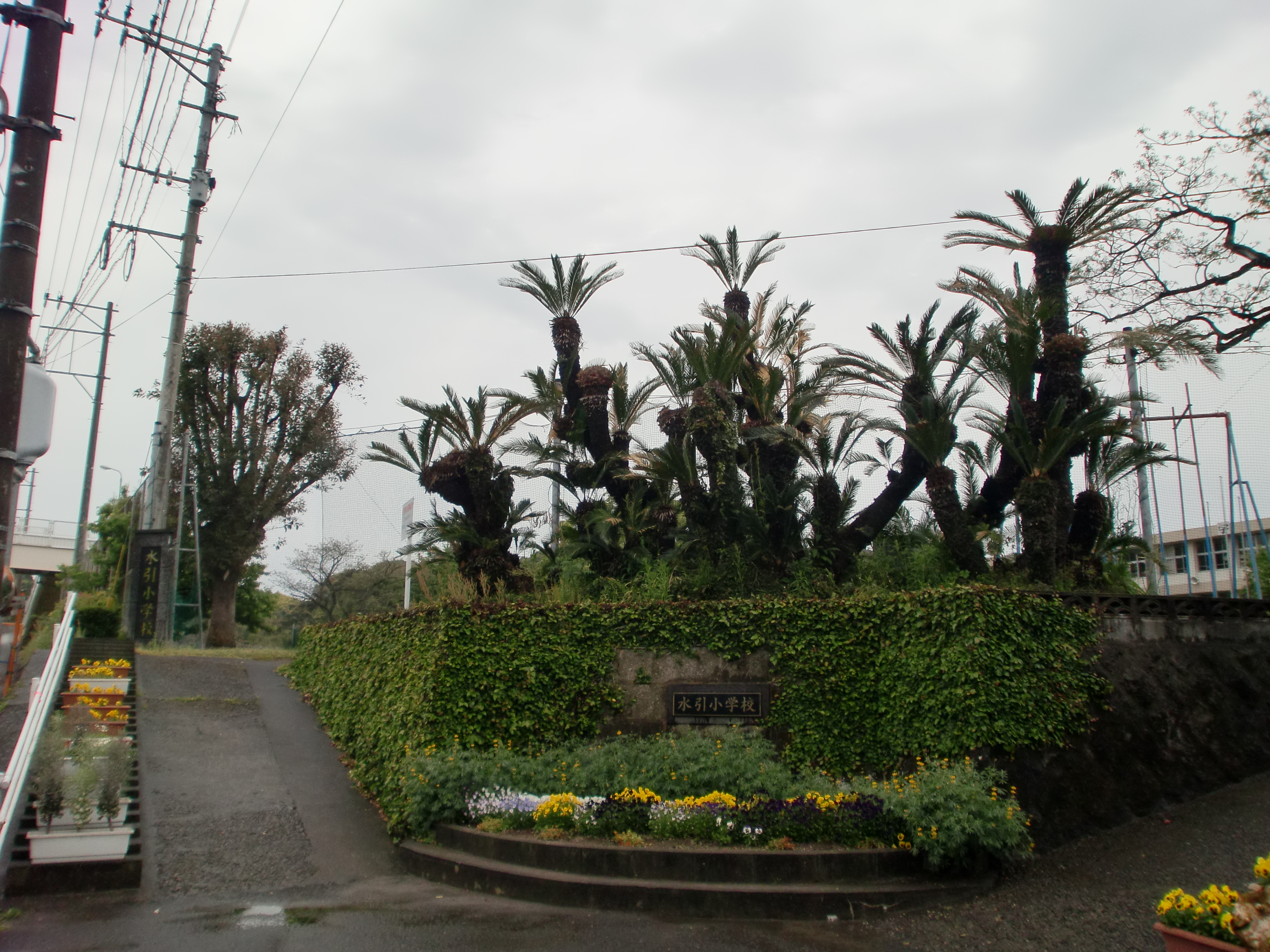
薩摩川内市立水引小学校

### 公共
- 薩摩川内市消防局西部消防署[19]
- 水引地区コミュニティセンター[20]

### 教育
- 薩摩川内市立水引中学校[21]
- 薩摩川内市立水引小学校[22]
- 水引保育園[23]

### 郵便局
- 水引郵便局

### 寺社
- 浄道寺

## 小・中学校の学区
市立小・中学校の学区（校区）は以下の通りである。
| 町丁   | 番地 | 小学校                 | 中学校                 |
| ------ | ---- | ---------------------- | ---------------------- |
| 水引町 | 全域 | 薩摩川内市立水引小学校 | 薩摩川内市立水引中学校 |

## 交通

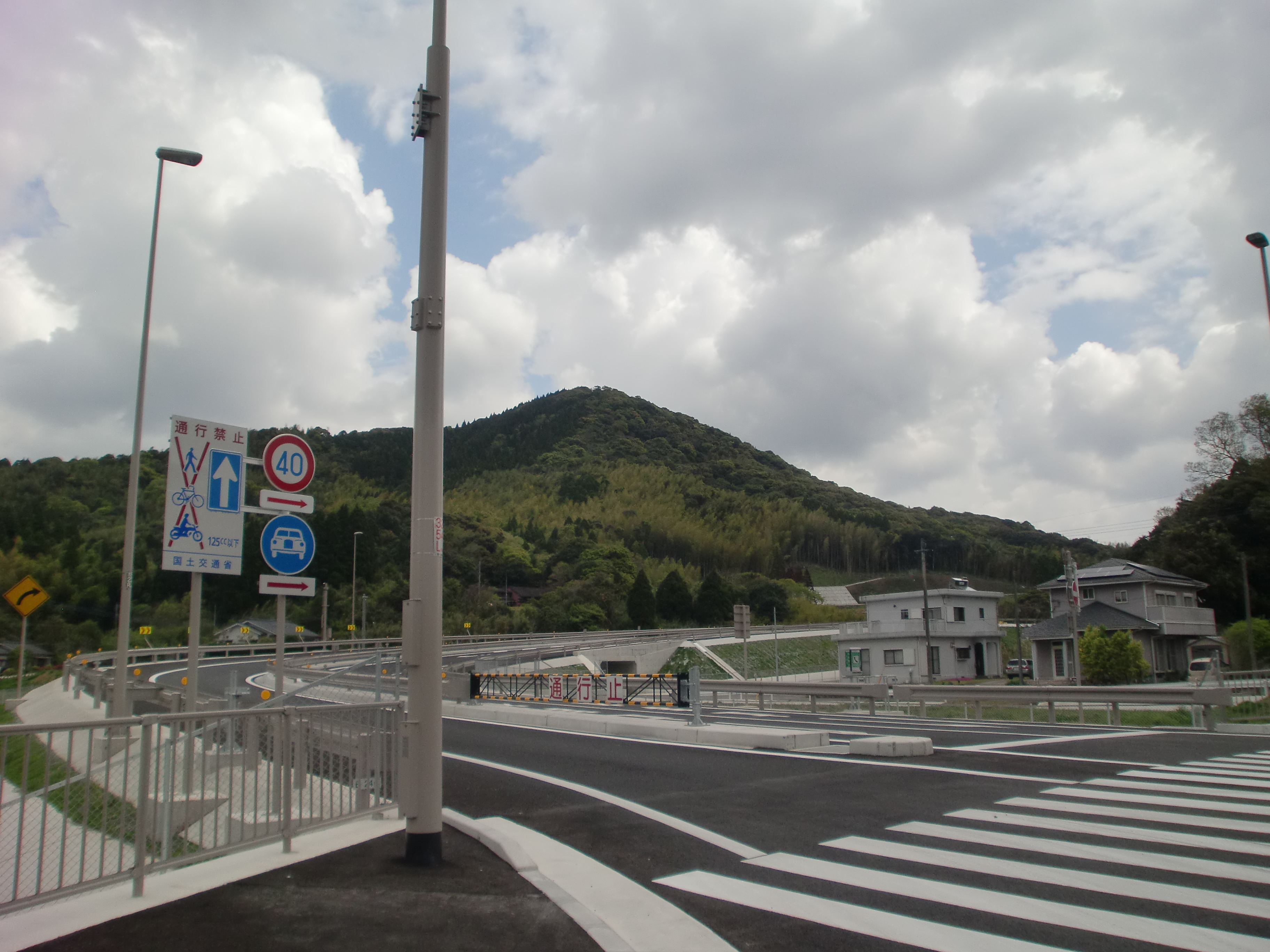
薩摩川内水引IC

### 道路
一般国道
- 南九州西回り自動車道（川内隈之城道路、国道3号バイパス）
  - 薩摩川内水引IC

- 国道3号

一般県道
- 鹿児島県道338号京泊草道線

### 鉄道
肥薩おれんじ鉄道
- 草道駅